# ヒオデオキシコール酸
ヒオデオキシコール酸（ヒオデオキシコールさん、hyodeoxycholic acid、3α,6α-Dihydroxy-5β-cholan-24-oic acid、略称HDCA）は、二次胆汁酸の一つで、腸内細菌の代謝副産物の一つである。6α-ヒドロキシ基が前者の12位にあるという点でデオキシコール酸とは異なる。6α-ヒドロキシ基は、HDCAを親水性酸にする。これは、ヒオコール酸と共通する特性である。HDCAは哺乳類種にさまざまな割合で存在する。ブタの胆汁の主成分であるため、全合成が実用化される以前はステロイド合成の前駆体として工業的に使用されていた。

## 代謝
ラットの腸内細菌叢では、ヒオデオキシコール酸は、HDCA-1と呼ばれるグラム陽性桿菌によりヒオコール酸とムリコール酸のいくつかの異性体から生成される。正常な胃腸内細菌叢を持つブタでは、胆汁中に見られるヒオデオキシコール酸の大部分は二次的な性質のものだが、無菌ブタにも少量が見られた。これは、HDCAがブタの一次胆汁酸である可能性があるという仮説を裏付けている。健康なヒトでは、尿中には微量のHDCAしか検出されないが、胆汁うっ滞性肝疾患または腸の吸収不良の患者では、かなりの量の排泄物が検出される。 
ヒオデオキシコール酸は、ヒトの肝臓と腎臓でグルクロン酸抱合を受ける。3α-ヒドロキシ結合グルクロニドを形成する一次胆汁酸とは異なり、ヒオデオキシコール酸およびヒオコール酸のグルクロン酸抱合は、6α-ヒドロキシ基で広範囲に起こることが観察された。これは、毒性および胆汁酸の除去のための重要な経路を示唆している。たとえば、リトコール酸とケノデオキシコール酸は6α-ヒドロキシ化後にそれぞれヒオデオキシコール酸とヒオコール酸を形成する可能性がある。ヒト肝臓におけるヒオデオキシコール酸のグルコシド化に関与する酵素ファミリーはグルクロン酸転移酵素である。UGT2B4とUGT2B7 アイソフォームはどちらもHDCAをグルクロン酸抱合することができる。これは、UGTアイソフォームによって提供される有害な内因性化合物に対する保護の冗長性の例で、UGTアイソフォームは、明確であるが頻繁に基質特異性が重複する。これら2つのアイソフォームの特異性をHDCAに与える一般的なアミノ酸残基が2006年に特定された。
動物モデル研究は、胆汁酸が結腸がんの発症に役割を果たす可能性があるという概念を支持している。デオキシコール酸（DCA）は腫瘍の促進剤であると考えられており、ウルソデオキシコール酸（UDCA）は結腸腫瘍の発生を抑制することがわかっている。この機能の違いを説明する機構は明確ではない。''In vitro''研究は、DCAがいくつかの結腸癌細胞株でアポトーシスを誘発するのに対し、UDCAはアポトーシスを誘発することなく細胞増殖を阻止することを発見した。これらの研究では、HDCAはDCAとUDCAの中間の生物活性を示し、しばらくの間成長を停止させたが、長時間の暴露後にアポトーシスを引き起こした。

## 応用
1939年以来、HDCAを使用してプロゲステロンを合成できることが知られていた。10年後、豚の胆汁の組成を分析したところ、HDCAがその酸含有量の約40%を占めていることが判明した。1950年代、ジオスゲニンのような植物ステロイドの前駆体が入手できなかった東ドイツのJenapharm社は、ステロイド合成の唯一の前駆体として豚の胆汁から抽出されたヒオデオキシコール酸を使用した。 
1980年代に、ヒオデオキシコール酸は結石性食餌を与えられた動物のコレステロール誘発性胆石を予防する傾向について調査された。
別の動物実験では、HDCAの経口投与により、LDLコレステロール濃度が低下し、肝臓のコレステロール生合成が強力に刺激され、糞便中のコレステロールが過剰に失われることが判明した。 胆石の治療薬として承認されているウルソデオキシコール酸とは異なり、HDCAはいかなる病状に対しても販売されていない。  
超分子化学では、ヒオデオキシコール酸をベースにした分子ピンセットがフッ素ラジカルに対して高い選択性を示した。ケノデオキシコール酸ベースの分子ピンセットは異なる選択性を示す。